# سیلیا سویا
سیلیا سویا (انگلیسی: Silja Suija; ۱۵ ژوئن ۱۹۷۴) اسکی‌باز صحرانوردی اهل استونی بود.
وی در دو دوره از بازی‌های المپیک زمستانی ۱۹۹۴ و ۲۰۰۶ شرکت کرده‌است.